# Спрингфилд, Фрэнк
Фрэнк Уолтер Спрингфилд (англ. Frank Walter Springfield; 22 августа 1887, Брисбен — 9 июля 1958, Квинсленд) — австралийский пловец. Участник летних Олимпийских игр 1908 года.

## Биография
Фрэнк Спрингфилд родился 22 августа 1887 года в австралийском городе Брисбен.
Выступал в соревнованиях по плаванию за клуб «Уолли» из Брисбена.
В 1908 году вошёл в состав сборной Австралазии на летних Олимпийских играх в Лондоне. Выступал в трёх видах плавательной программы. На дистанции 400 метров вольным стилем занял 2-е место в четвертьфинале, показав результат 5 минут 57,4 секунды и уступив 15,2 секунды попавшему в полуфинал с 1-го места Генри Тейлору из Великобритании. На дистанции 1500 метров вольным стилем занял 2-е место в четвертьфинале, показав результат 24.52,4 и уступив 1 минуту 9,6 секунды попавшему в полуфинал с 1-го места Сидни Баттерсби из Великобритании. В эстафете 4х200 метров сборная Австралазии, за которую также выступали Фрэнк Борепейр, Сноуи Бейкер и Тео Тартаковер, выиграла полуфинал с олимпийским рекордом — 11.35,0 и заняла последнее, 4-е место в финале с результатом 11.14,0, уступив 18,4 секунды завоевавшим золото пловцам США.
Умер 9 июля 1958 года в австралийском штате Квинсленд.

## Память
В 1954 году стал пожизненным членом ассоциации плавания Квинсленда.

## Семья
Брат — Сид Спринфилд, также занимался плаванием.